# Thomas Foley (1er baron Foley, 1673-1733)
Pour les articles homonymes, voir Thomas Foley et Foley.
Thomas Foley (8 novembre 1673 - 22 janvier 1733) est un propriétaire terrien anglais, Maître de forges et homme politique conservateur qui siège à la Chambre des communes anglaise et britannique de 1694 à 1712, quand il est élevé à la pairie en tant que baron Foley.

## Biographie

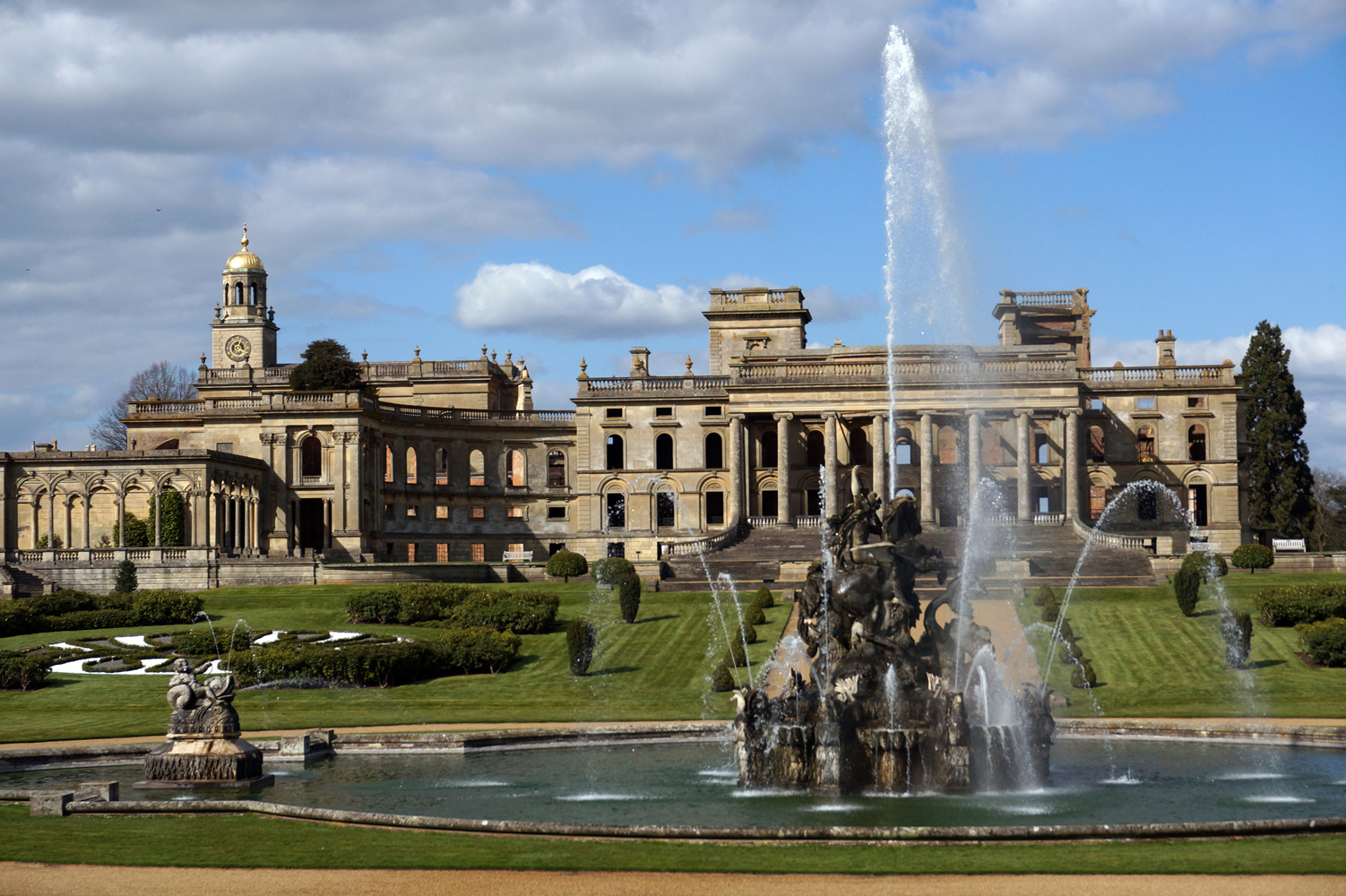
Witley Court

Il est le fils aîné de Thomas Foley (1641-1701) et hérite du domaine de Great Witley à la mort de son père. Edward Foley (1676-1747) et Richard Foley (homme politique) sont ses frères cadets. Il fait ses études à la Sheriffhales Academy sous John Woodhouse en 1689 et pendant quelques années à Utrecht . Il a été admis à Lincoln's Inn le 30 mai 1695 . 
Il est élu député de Stafford lors d'une élection partielle le 21 novembre 1694, et réélu sans opposition lors de l'élection générale de 1695. Il est commissaire pour prendre des souscriptions à la banque des terres en 1696. Il occupe le siège à Stafford jusqu'en 1712 quand il est élevé à la pairie, comme l'un des 12 pairs créés sur la recommandation du Lord grand trésorier, Robert Harley, pour lui donner une majorité à la Chambre des lords . 
Lorsque le bail des usines sidérurgiques de Wilden et de Shelsley Walsh expire en 1708, Foley les prend en charge et les exploite lui-même, ainsi que les propriétaires successifs du domaine jusqu'en 1776 . 
Il est élu membre de la Royal Society en 1696 .

## Famille
Il épouse Mary Strode avec laquelle il a sept enfants, dont cinq sont morts avant leurs parents. Son seul fils survivant est Thomas Foley (2e baron Foley, 1703-1766), après la mort de ce dernier, les domaines sont dévolus à son cousin Thomas Foley de Stoke Edith, Herefordshire, qui reprend le titre en 1776. 